# Доминика на летних Олимпийских играх 2024

## Квалификация
| № п/п | Вид спорта      | Мужчины        | Мужчины                | Женщины        | Женщины                | Всего          | Всего                  |
| № п/п | Вид спорта      | Завоевано квот | Количество спортсменов | Завоевано квот | Количество спортсменов | Завоевано квот | Количество спортсменов |
| ----- | --------------- | -------------- | ---------------------- | -------------- | ---------------------- | -------------- | ---------------------- |
| 1     | Лёгкая атлетика | 1              | 1                      | 1              | 1                      | 2              | 2                      |
| 2     | Плавание        | 1              | 1                      | 1              | 1                      | 2              | 2                      |
|       | ИТОГО           | 2              | 2                      | 2              | 2                      | 4              | 4                      |